# Китайские болванчики
«Китайские болванчики» (пол. Kiwony) — повесть Тадеуша Доленги-Мостовича, написанная в 1932 году. Повесть была напечатана по частям в ежедневной газете «ABC». Её первое книжное издание появилось только в 1987 году.

## История создания
По словам биографа и издателя Ежи Руравски, 'Китайские болванчики' была самой ранней повестью Мостовича, вероятно, написанной в конце 1920-х годов.. Автор, однако, отложил её издание и в качестве своего первого произведения опубликовал по частям в 1930 году пол. Ostatnią brygadę. Причиной могла быть слишком сложная и неоднозначная фигура главного героя. На печать произведения по частям автор решился только в 1932 году после успеха Карьеры Никодима Дызмы. 'Китайские болванчики' появились одновременно с его следующим произведением пол. Prokurator Alicja Horn. Кроме того, это была единственная повесть Доленги-Мостовича, которая не была опубликована в виде книги при его жизни..

## Сюжет
Главный герой романа — Юзеф Домашко, несостоявшийся писатель и потомок Юлиуша Словацкого, который по примеру своего богатого дяди Сезари живёт под девизом: «нужно всегда в жизни придерживаться того, что принято и признано уважаемыми, солидными и серьёзными людьми». Домашко отказывается от своих идей и взглядов, чтобы вести конформистский образ жизни. Хотя это приносит ему материальную выгоду и социальное положение, это наносит ущерб его самым близким, в том числе любящей его женщине. Сам он ведёт образ жизни, всё более отклоняющийся от его прежних принципов.
В повести представлены многие слои общества межвоенного периода: недобросовестные предприниматели, ущемлённые в правах рабочие, редакции газет, беспардонно борющихся за читателей, и элитные варшавские салоны.

## Название
Название повести объясняется во второй её главе. Оно подразумевает игрушку под названием «китайский болванчик», которая символизирует конформиста, «поддакивающего» человека, безотлагательно подчиняющегося влиянию окружающей среды (аналогичный образ - Куклы Крашевского и Кукла Болеслава Пруса).

## Переводы
Повесть переведена на русский язык в 2023 году и опубликована в разделе "Самиздат" библиотеки Максима Мошкова .

## Радиопостановка
- 'Китайские болванчики' (1988) — постановка в 6 частях театра Польского радио, реж. Анджей Закжевски[5]